# حلبون (دوعن)

'

تعديل مصدري - تعديل

حلبون هي إحدى قرى عزلة صيف بمديرية دوعن التابعة لمحافظة حضرموت، بلغ تعداد سكانها 239 نسمة حسب تعداد اليمن لعام 2004.